# Edinburgh Castle (Schiff, 1910)
Die Edinburgh Castle (II) war ein 1910 in Dienst gestellter Passagierdampfer, der von der britischen Reederei Union-Castle Line im Passagier- und Postverkehr zwischen Großbritannien und Südafrika eingesetzt wurde. Sie war jahrelang eines der größten Schiffe der Reederei. Sie blieb bis 1938 im Passagierdienst und wurde 1940 verkauft.

## Geschichte
Das 13.330 BRT große Dampfschiff Edinburgh Castle wurde auf der Werft Harland & Wolff im nordirischen Belfast gebaut. Sie hatte ein identisches Schwesterschiff, die Balmoral Castle (13.361 BRT), die zeitgleich bei Fairfield Shipbuilders in Govan entstand und zwei Monate früher vom Stapel lief. Die beiden Schiffe waren die ersten Dampfer der Union-Castle Line, die die 13.000 Tonnen-Marke überschritten. Sie blieben bis nach dem Ersten Weltkrieg die größten Schiffe der Reederei. Erst die Arundel Castle und die Windsor Castle, die 1921 bzw. 1922 in Dienst gestellt wurden, übertrafen sie an Tonnage. Die Edinburgh Castle wurde nach dem gleichnamigen Schloss in Edinburgh benannt. Sie war das zweite von drei Schiffen der Union-Castle Line, das diesen Namen trug.
Das 173,74 Meter lange und 19,50 Meter breite Schiff hatte zwei Schornsteine, zwei Masten und zwei Schrauben. Es wurde von zwei Vierfachexpansions-Dampfmaschinen angetrieben, die 2234 nominale PS (NHP) leisteten und eine Reisegeschwindigkeit von 14 Knoten ermöglichten. Das Schiff konnte 320 Passagier der Ersten, 230 der Zweiten und 270 der Dritten Klasse befördern. Die Edinburgh Castle lief am 27. Januar 1910 vom Stapel und wurde am 28. April 1910 fertiggestellt. Im Mai 1910 lief die sie zu ihrer Jungfernfahrt nach Südafrika aus, wo sie nach einer Fahrt von 16,5 Tagen eintraf. Am 14. August 1914 verließ sie Kapstadt mit Passagieren und Post zu einer weiteren Überfahrt nach England, wurde aber überraschend nach Gibraltar beordert, um dort Garnisonstruppen an Bord zu nehmen. Auf der restlichen Fahrt nach England wurde sie von dem Geschützten Kreuzer Minerva begleitet.
Danach wurde der Dampfer in einen bewaffneten Hilfskreuzer (Armed Merchant Cruiser) umgewandelt und für Patrouillenfahrten im Südatlantik eingesetzt. Im Januar 1915 lief sie von der britischen Marinebasis Devonport aus, um sich im Atlantik an der Jagd nach dem deutschen Kleinen Kreuzer Karlsruhe und dem Hilfskreuzer Kronprinz Wilhelm zu beteiligen. 1916 wurde sie in Simon’s Town neu ausgestattet und ab 1918 als Geleitschiff für Nordatlantik-Konvois eingesetzt.
1919 wurde die Edinburgh Castle wieder ihren Eignern übergeben und wieder für den  Passagierdienst instand gesetzt. Sie wurde mit neuen Passagierunterkünften für 235 Reisende in der Ersten, 295 in der Zweiten und 250 in der Dritten Klasse ausgestattet. 1928 wurden die Passagierareale erneut modernisiert und mit Betten für 120 Passagiere Erster Klasse, 68 Zweiter Klasse und 200 Dritter Klasse versehen. 1938 wurde die Edinburgh Castle aus dem Verkehr gezogen und aufgelegt. Im Januar 1940 wurde sie von der britischen  Admiralität gekauft und während des Kriegs in Freetown als Wohnschiff für die Royal Navy sowie als temporäre Unterbringung für die Überlebenden von versenkten Schiffen genutzt. Im September 1945 wurde sie aus diesem Dienst entlassen. Da es sich nicht gelohnt hätte, das alte Schiff nach England schleppen zu lassen, wurde es am 5. November 1945 von dem Schlepper Empire Lawn 60 Meilen aufs offene Meer gezogen und durch Granatfeuer und Wasserbomben von drei Trawlern versenkt.